# Ploubalay
Ploubalay (tiếng Breton: Plouvalae) là một xã của tỉnh Côtes-d’Armor, thuộc vùng Bretagne, tây bắc Pháp.

## Dân số
Người dân ở Ploubalay được gọi là Ploubalaysiens.